# Médiaspaul
Médiaspaul est une maison d'édition d'inspiration chrétienne fondée par la Société de saint Paul. Active en France et au Québec, elle a pris son nom actuel en 1994 dans l'intention de regrouper sous un seul nom les activités d'édition en français connues jusque là sous différentes appellations (Éditions Paulines, au Québec ; Apostolat des éditions, en France). La Société de saint Paul fait partie de la famille Paulinienne, un ensemble de congrégations religieuses catholiques fondées en Italie par le bienheureux Giacomo Alberione en 1914 et dont la mission est la prédication évangélique par la presse et les autres moyens de communication sociale.
Les Éditions Paulines (1952-1994) ont particulièrement été renommées dans le domaine de la littérature pour la jeunesse et la science-fiction, ainsi que pour la publication du magazine Vidéo-Presse. En France, Apostolat de la Presse (ancien nom de Apostolat des Editions) s'est fait connaître dès les années 1930 par la publication de bibles et d'évangiles publiés en français à prix bon marché.

## Historique

### Activités en France
La Société de saint Paul, fondée en Italie en 1914, s'établit en France en 1932,.
Les activités éditoriales commencent en 1933 sous le nom d'Apostolat de la Presse puis d'Apostolat des Éditions (1947), avant de prendre le nom Médiaspaul vers 1982,[source insuffisante].
Depuis 1936, l'éditeur a une librairie parisienne, d'abord établie rue de Varenne (7e arrondissement), puis rue du Four (6e arrondissement) à Saint-Germain-des-Prés de 1947 à 2010, date à laquelle la librairie s'installe rue de Châteaudun (9e arrondissement) sous le nom de Librairie Saint-Paul[source insuffisante].
En France, la maison d'édition a tenté de renouer sans grand succès avec le marché du livre jeunesse. Elle publie aujourd'hui des livres de spiritualité, de recherche biblique, et théologique et de témoignages contemporains sur des faits de société.

### Activités au Québec - Éditions Paulines

Logo des Éditions Paulines

La Société de saint Paul s'établit à Sherbrooke au Québec en 1947, à l'invitation de l'évêque Philippe Desranleau. Celui-ci avait rencontré en 1946 à Rome le fondateur de la société, Giacomo Alberione, et s'était montré intéressé par les activités éditoriales de celle-ci. Dès l'arrivée de ses premiers membres au début de 1947, la Société de saint Paul prend en charge le journal du diocèse Le Messager de Saint-Michel ainsi que la librairie associée. Cependant dès la fin de 1947 les pauliniens désirent devenir indépendants du diocèse, et avec l'accord et l'aide de celui-ci, établissent leur propre librairie doublée d'une maison d'édition appelée l'Apostolat de la presse,,. La Société ouvre une nouvelle librairie sur la rue Sainte-Catherine à Montréal en 1954 ainsi qu'une seconde librairie au centre-ville de Sherbrooke, sur la rue King. Cette dernière fermera au cours des années 1970.
Dès 1948, de nouveaux titres publiés par l'Apostolat de la presse prennent place dans sa librairie aux côtés du fonds acquis de la librairie du diocèse de Sherbrooke. L'intérêt de l'éditeur pour la littérature jeunesse paraît dès ses premières années, puisque la moitié de sa production de 1949 à 1970, soit 219 titres sur 440, vise le jeune public. Une bonne partie de ceux-ci sont des traductions de livres italiens et d'autres pays publiés par les maisons pauliniennes. Dans les années 1949 à 1954, 59 % des titres pour la jeunesse sont traduits de l'italien, dont les collections « Romans missionnaires » et « Le Sapin » qui constituent à elles seules le tiers des livres publiés, ainsi que « Jeunesse de tous les pays » qui compte 27 titres entre 1949 et 1960. Des auteurs québécois sont aussi édités chez Apostolat de la presse, par exemple le beauceron Henri-Myriel Gendreau qui fait paraître les contes « Yannouk », « Perd-Gagne », « Giganta » et « Sortilèges en forêt » dans les années 1950.
Le nom « Éditions Paulines » apparaît en 1956 sur les ouvrages publiés par la maison d'édition, mais ce n'est qu'en 1966 qu'elle prend officiellement cette appellation. En 1974, ses bureaux déménagent à Montréal.
À la fin des années 1960 et au début des années 1970, les Éditions Paulines sont à peu près les seules à publier des collections de livres pour enfants au Québec. On note en particulier :
- « Contes du chalet bleu » (1971-1972)
- « Rêves d'or » (1974-1975)
- « Monsieur Hibou » (1974-1978)
- « Boisjoli » (1974-1984),
- « Les escapades de Matinale »[26], et
- « Le monde de Francis et Nathalie »[25].

Ces collections, provenant d'une maison d'édition catholique, ont cependant été critiquées pour leur conservatisme, leur ton souvent moralisateur, leurs illustrations conventionnelles et leurs personnages d'enfants sages et idéalisés.
Cependant les deux plus importantes réalisations des Éditions Paulines sont la collection « Jeunesse-pop » (1971-1994, poursuivie par Médiaspaul) et le magazine pour la jeunesse Vidéo-Presse, de 1971 à 1995. La collection Jeunesse-pop est surtout associée au genre de la science-fiction, mais parmi les 100 titres publiés on trouve également des romans policiers, d'aventures et de mystère. La personne-clé de cette collection est l'auteur Daniel Sernine, qui en a été le lecteur de manuscrits avant de devenir son directeur littéraire en 1986,.
Jusqu'en 1990, les livres étaient imprimés à l'imprimerie des Éditions Paulines, située à Sherbrooke.

#### Auteurs notables publiés
Par Apostolat de la presse : 
- Eugène Achard[32]

Par les Éditions Paulines :
- Joël Champetier[33], Philippe Gauthier[33], Francine Pelletier[34] et Roch Carrier[35].

## Regroupement des activités sous le nom de Médiaspaul
En 1994 la Société de saint Paul décide d'unifier ses activités éditoriales et de librairie sous le nom Médiaspaul,.
Outre les deux librairies qu'il possédait déjà à Montréal et à Sherbrooke, Médiaspaul a fait l'acquisition en 2009 de la librairie et maison d'édition Anne Sigier, située à Québec,. À Paris, la maison possède la librairie Saint-Paul, rue de Châteaudun. Elle s'est départie en 2013 d'une autre librairie qu'elle possédait à Paray-le-Monial.
Il existe encore (en date de 2022) à Montréal une maison d'édition appelée « Éditions Paulines », mais sans lien direct avec celle fondée à Sherbrooke. Elle appartient à une autre branche de la famille paulinienne, les Filles de Saint-Paul, et est issue de la librairie qu'elles ont fondée à Montréal en 1952.

### Auteurs publiés  au Québec depuis 1994
- Richard Bergeron
- Claude Bolduc
- Michael Dor
- Michèle Laframboise
- Michel J. Lévesque